# Elizabeth's Prayer
Elizabeth's Prayer est un film muet américain réalisé par Fred Huntley et sorti en 1914.

## Fiche technique
- Titre : Elizabeth's Prayer
- Réalisation : Fred Huntley
- Scénario : Bertha E. DeLecuona
- Producteur : William Selig
- Société de production : Selig Polyscope Company
- Pays d'origine :  États-Unis
- Format : Noir et blanc — 35 mm — 1.33:1 — Muet
- Genre : Film dramatique
- Date de sortie : 
  - États-Unis  : 13 mars 1914

## Distribution
- Harold Lockwood : Henry Ashton
- Mabel Van Buren : Margaret Ashton
- Henry Otto : Richard Lee
- Baby Lillian Wade : Elizabeth
- Eugenie Besserer : Hilda Crosby